# Ługa

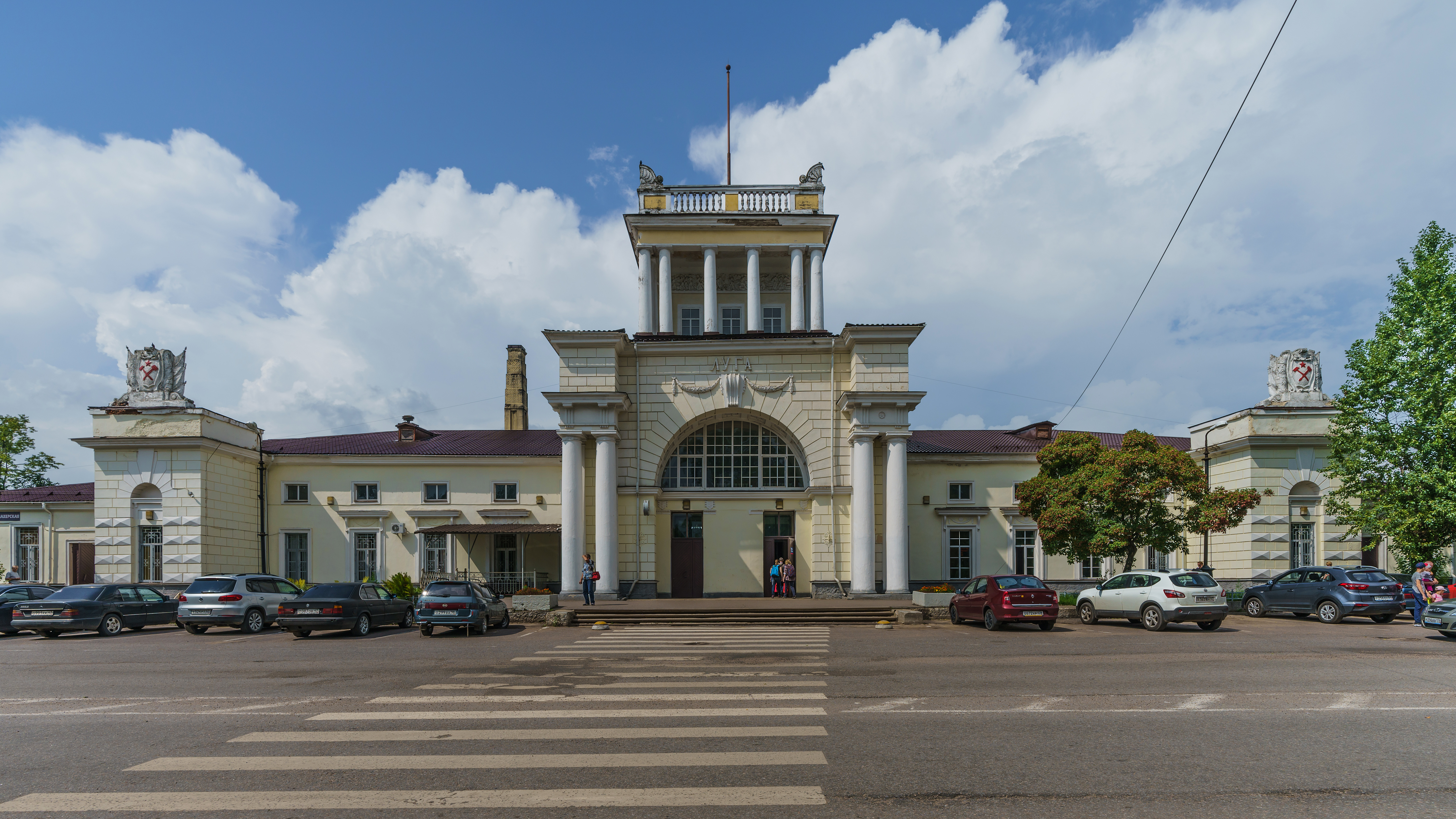
Budynek dworca w Łudze

Ługa (ros. Луга) – miasto w Rosji, centrum administracyjne osiedla miejskiego Ługa i okręgu miejskiego Ługa w obwodzie leningradzkim. Miasto jest położone nad rzeką Ługa (o tej samej nazwie) i znajduje się 136 km na południe od Petersburga.
W mieście znajduje się stacja kolejowa Ługa I na linii kolei Warszawsko-Petersburskiej.
Po raz pierwszy słowiańskie osiedle nad rzeką Ługa zostało wspomniane w kronice z 947. W 1777, za panowania Katarzyny Wielkiej, osiedle uzyskało prawa miejskie. W 1781 Ługa stała się głównym miastem okręgu Ługa. W 1941 Ługa stała się areną zaciekłych walk podczas ataku na Leningrad. Okupacja miasta przez armię niemiecką rozpoczęła się 24 sierpnia 1941, a zostało ono wyzwolone 12 lutego 1944. Miasto zostało odbudowane po wojnie.
W 2008 Ługa otrzymała honorowy tytuł „miasta-bohatera wojennego” Federacji Rosyjskiej.

## Przemysł
Podstawowe zakłady przemysłowe Ługi:
- zakłady narzędzi ściernych
- kuźnia – zakłady mechaniczne (części samochodowe i maszyny)
- przedsiębiorstwo przetwórstwa rudy – formowanie materiałów stałych
- fabryka Belkozin – produkcja osłonek na kiełbasy
- fabryka przetwórstwa i pakowania mięsa
- zakłady produkcji paszy
- JSC „Himik” – produkcja chemii gospodarczej
- fabryka puszek
- mleczarnia

## Współpraca
- Mikkeli, Finlandia